# Cuxhaven
Cuxhaven är en stad i Niedersachsen i nordvästra Tyskland, belägen vid Elbes mynning i Nordsjön, med cirka 49 000 invånare. Orten blev stad den 15 mars 1907.
Cuxhaven är känt för sin örlogshamn för den tyska marinen. Staden har även en av de största fiskehamnarna i Tyskland och även turism spelar en viktig roll. Hamnområdet Cuxhaven och området där dagens Cuxhaven ligger tillhörde fram till 1937 Hamburg. I Cuxhaven står Friedrich-Clemens-Gerke-Turm, som fått sitt namn för att hedra Friedrich Clemens Gerke, som gjorde banbrytande insatser för att anpassa det amerikanska morsealfabetet till europeiska förhållanden.

## Historia
1883 stationerade den tyska flottan de första enheterna i Cuxhaven för att kontrollera tillfarten till Kielkanalen. Inom den civila sjöfarten kom Hamburg-Amerika-Linies atlantlinje att starta 1889. 1907 fick Cuxhaven stadsrättigheter. I samband med Groß-Hamburg-Gesetz 1937 blev Cuxhaven en del av provinsen Hannover men Hamburg kom att behålla delar av hamnområdet fram till 1993. Under slutet av 1960-talet fanns planer att bygga en hamn mellan Scharhörn och Neuwerk. Enligt projektet skulle hamnen sammanlänkas med Cuxhaven genom en väg på en skyddsvall. 1969 fick Hamburg tillbaka öarna Neuwerk och Scharhörn.

## Vänorter
Cuxhaven har följande vänorter:
- Binz, Tyskland
- Hafnarfjörður, Island
- Ílhavo, Portugal
- Murmansk, Ryssland
- Nuuk, Grönland
- Penzance, Storbritannien
- Piła, Polen
- Sassnitz, Tyskland
- Vannes, Frankrike
- Vilanova de Arousa, Spanien

## Galleri

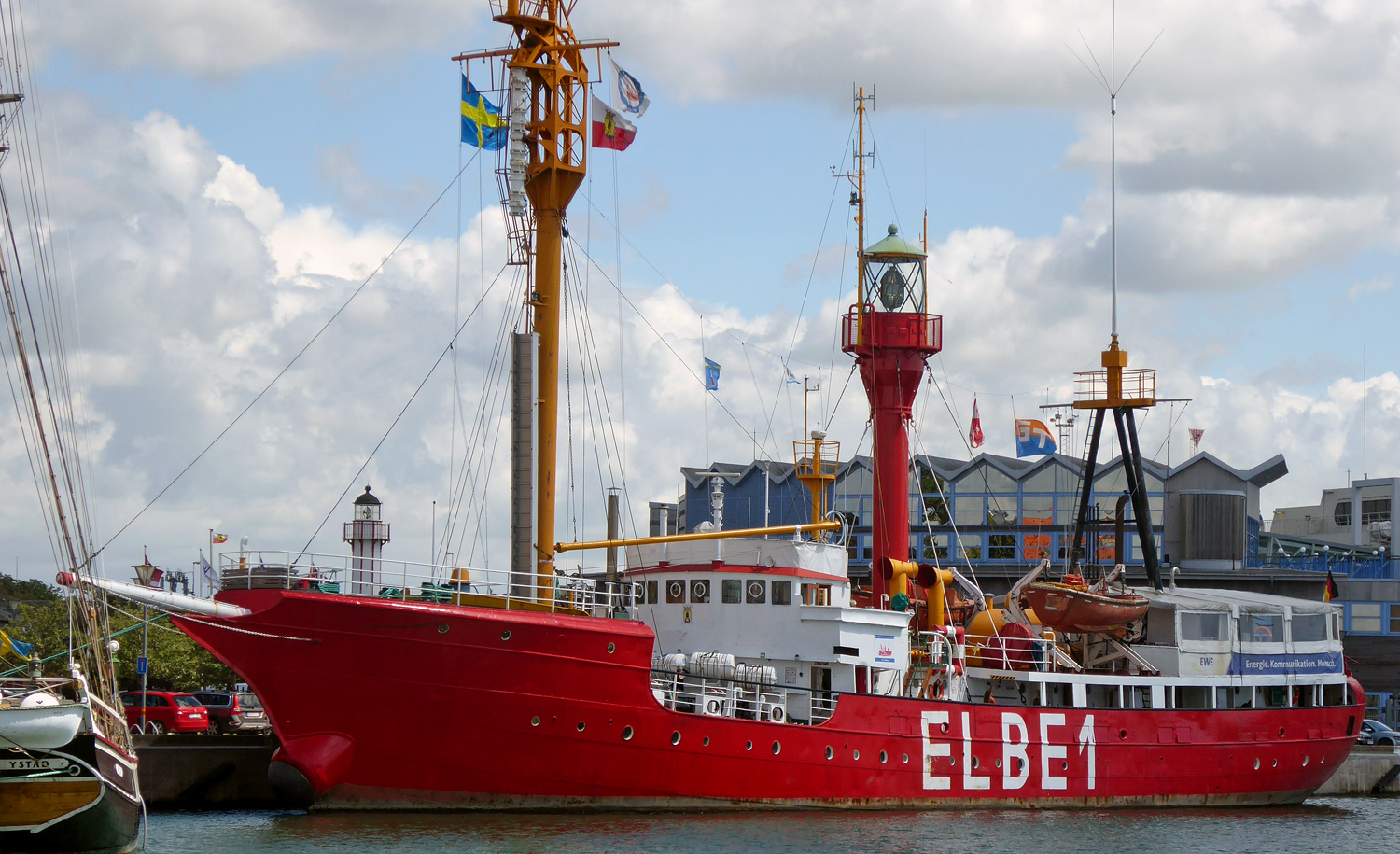
Bürgermeister O'Swald II var en gång världens största bemannade fyrskepp, det sista på position Elbe 1, det är nu B&B i Cuxhaven. På bilden på besök i Ystad 12 juli 2017.
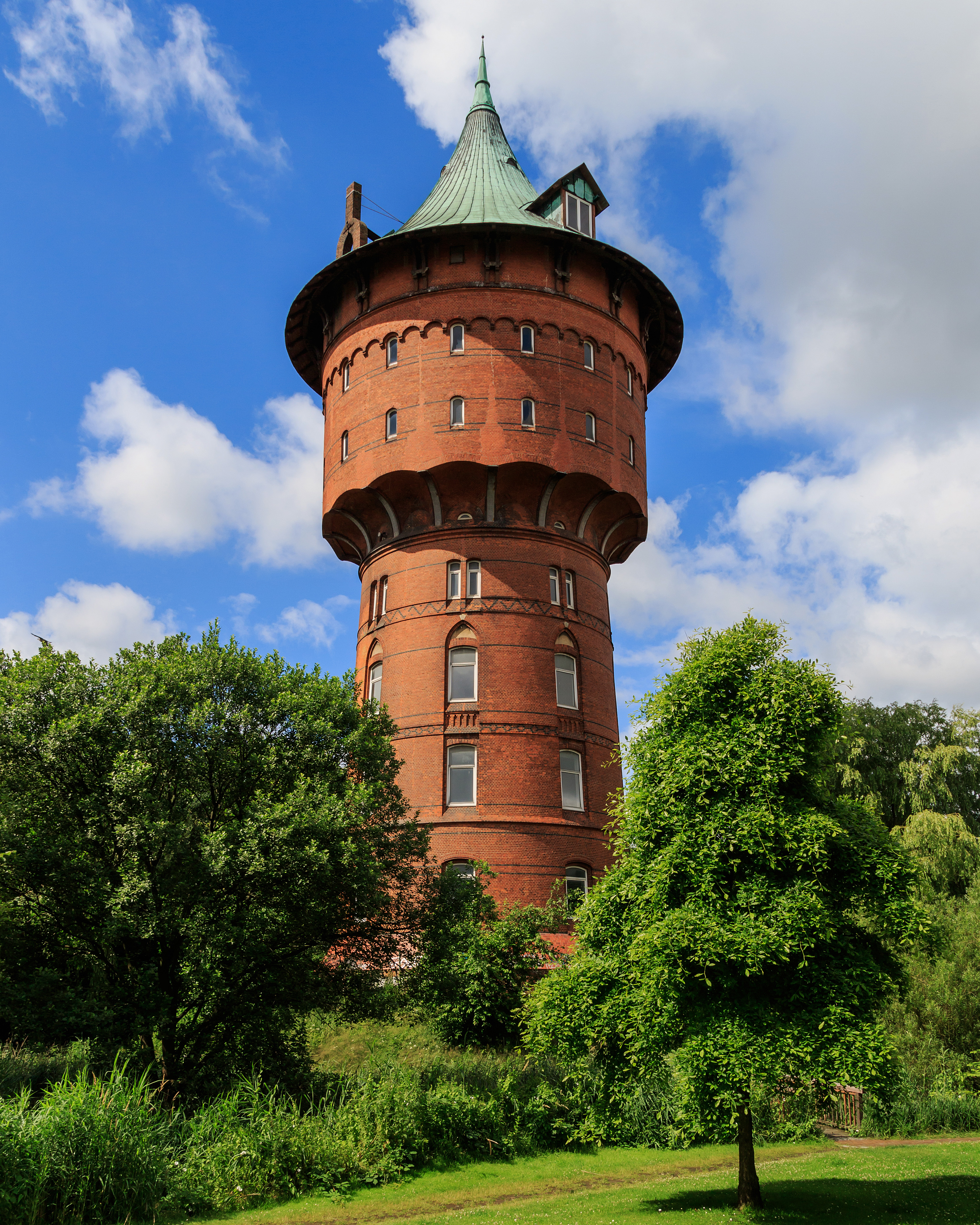
Gamla vattentornet i Cuxhaven.
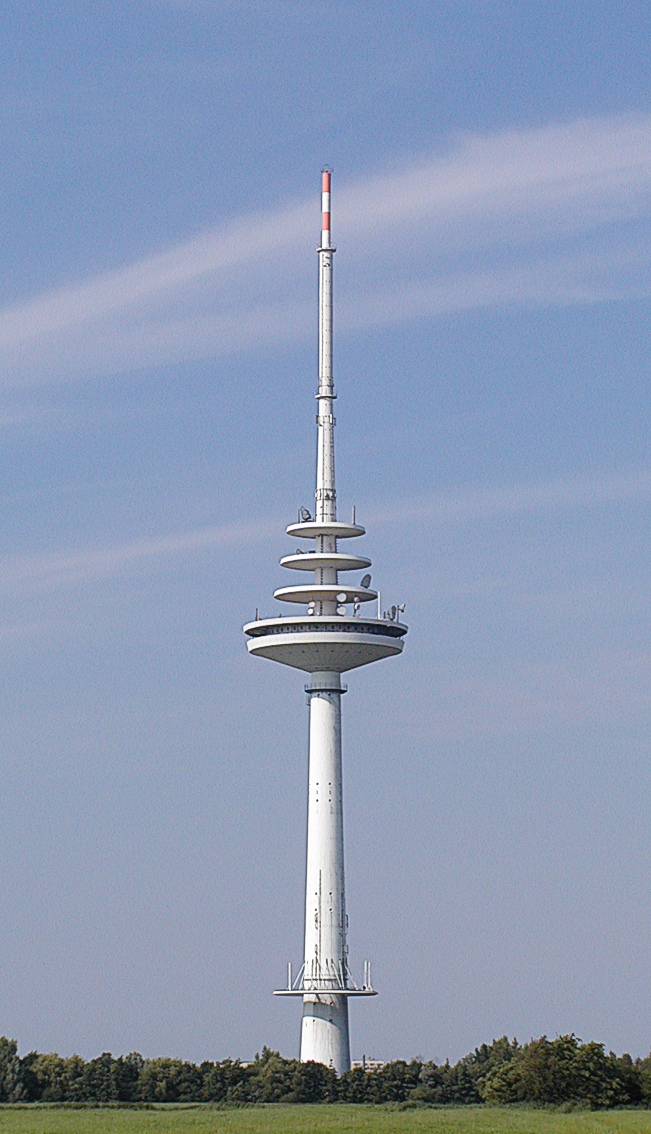
Friedrich-Clemens-Gerke-Turm.